# 土生港

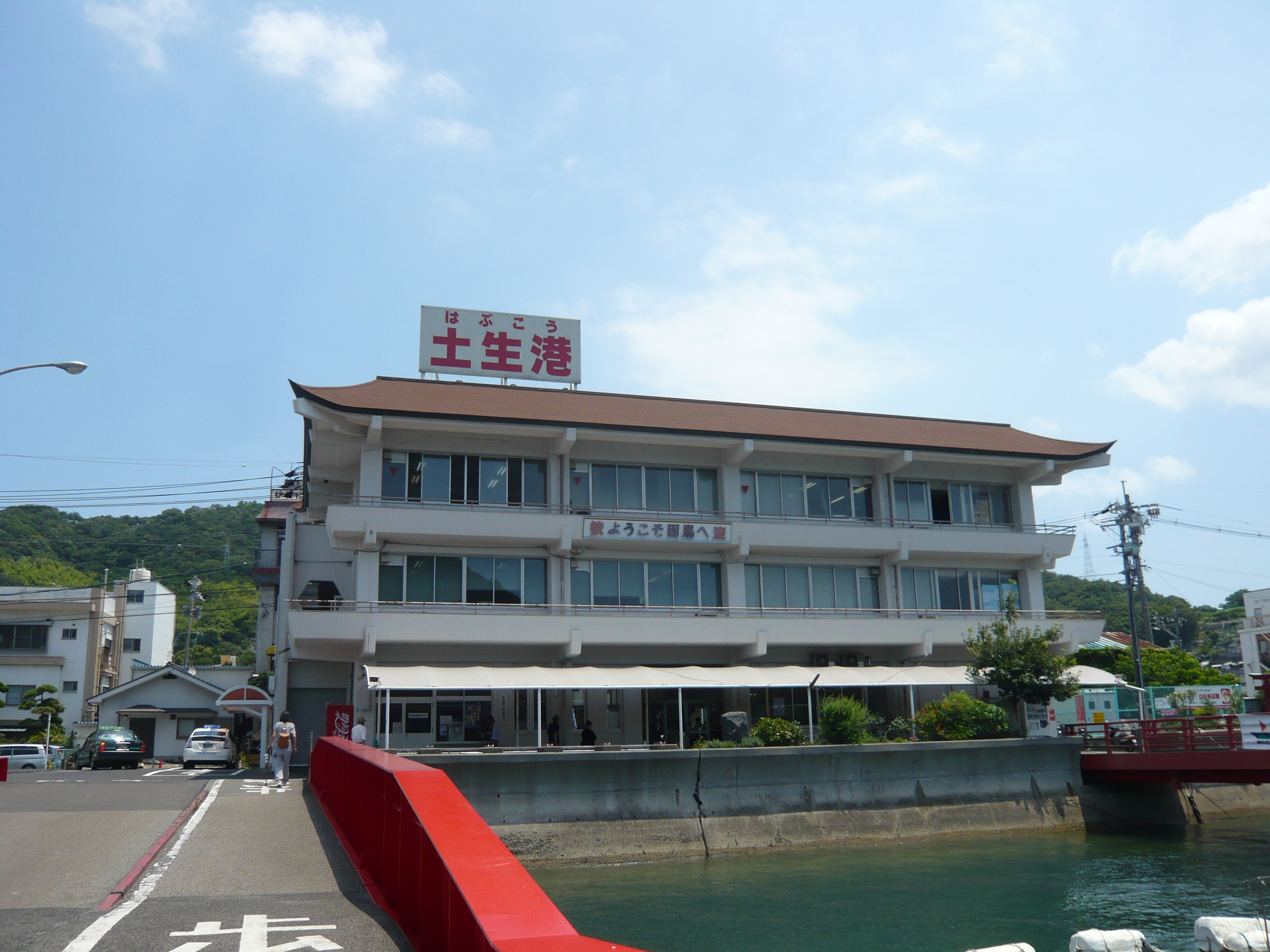
因島土生港ターミナル

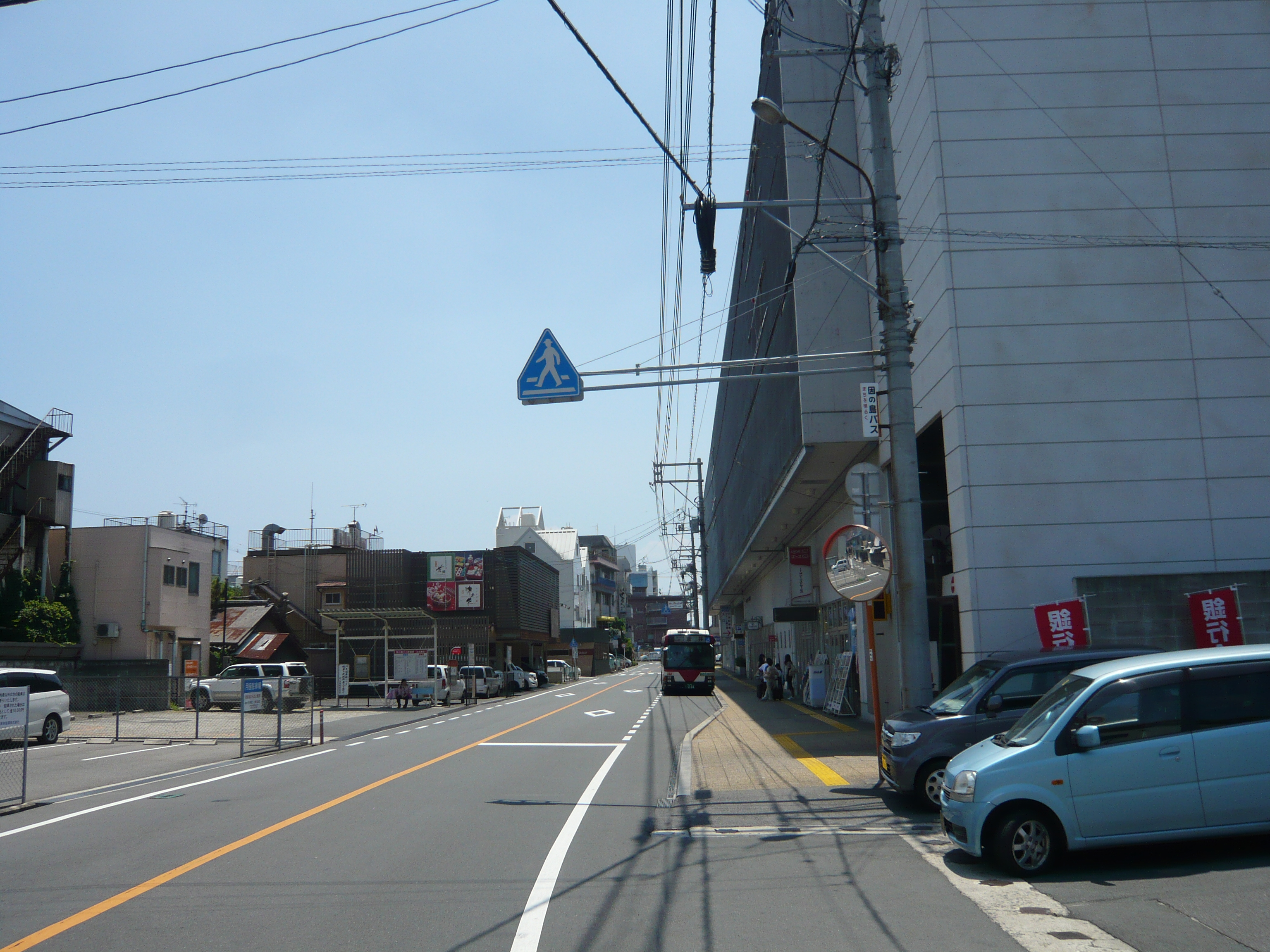
因島土生港ターミナル前

土生港（はぶこう）は、広島県尾道市因島土生町にある港湾。港湾管理者は広島県。港湾法上の地方港湾、関税法上の開港に指定されている。 
正式には「はぶこう」であるが、たまに「はぶみなと」と読まれることもある。

## 概要
因島では最も規模の大きな港であり、ここから四国や本州・尾道などへ船が運航されている。また、尾道や福山からはバスも運行されており、終点・始発はこの土生港であるものが多い。市民にとっては重要な交通拠点である。
中央桟橋
尾道市因島土生町塩浜南区
「中央桟橋」地図
港には食堂などが入っており、瀬戸内海からの景色を見ながらの食事も出来る。
長崎桟橋
尾道市因島土生町
「長崎桟橋」地図

## 交通

### 航路
土生商船
- 高速船
  - 三原港 - 鷺港（佐木島） - 重井港（因島）- 因島モール桟橋[3]（因島） - 土生港 - 立石港（生名島）

芸予汽船
- 快速船
  - 今治港（今治市） - 友浦（大島）- 木浦（伯方島）- 岩城港（岩城島） - 佐島 - 弓削港（弓削島）- 生名港（生名島） - 土生港

長江フェリー
- フェリー
  - 土生港 - 長江港（岩城島）

上島町営フェリー（ニューうおしま）
- 土生港中央桟橋 - 弓削港（弓削島）- 豊島 - 高井神島 - 魚島

豊島 通過便がある。(以前は弓削港と土生港の間だけの旅客利用はできなかったが、2016年4月1日から弓削港～土生港中央桟橋間の旅客及び小荷物・貨物の取扱いを開始した。。
生名フェリー
- 土生港長崎桟橋 - 立石港（生名島）

家老渡フェリー汽船
- 家老渡（因島）- 上弓削（弓削島）

三光汽船
- フェリー

- 金山港（因島）- 赤崎（生口島）

### 路線バス
- 尾道線（土生港 - 尾道駅・新尾道駅）
- 福山線＜シトラスライナー＞（土生港 - 福山駅）
- 広島線＜フラワーライナー＞（土生港 - 広島バスセンター）

## 近隣の施設
- 因島公園
- 因島郵便局
- 因島警察署
- 因南学園（土生小学校、土生中学校）
- 尾道市立因島南小学校

## 登場作品

### 音楽
- UFO - 因島想春譜（読みは「はぶみなと」）
- ポルノグラフィティ - Jazz up